# Hylesia andensis
Hylesia andensis är en fjärilsart som beskrevs av Lemaire 1988. Hylesia andensis ingår i släktet Hylesia och familjen påfågelsspinnare. Inga underarter finns listade i Catalogue of Life.